# Kościół św. Wawrzyńca w Karlewie
Kościół pw. św. Wawrzyńca – kościół filialny rzymskokatolickiej parafii w Szczutowie, znajdujący się na terenie wsi Karlewo.
Drewniana budowla została wzniesiona w 1720 r. przez kasztelana raciąskiego, Mikołaja Kępskiego.
Na terenie kościoła znajdują się między innymi:
- barokowy ołtarz główny z obrazem św. Wawrzyńca[2],
- chrzcielnica z XVIII w.[2],
- obraz Chrystusa w koronie cierniowej[2],
- obraz św. Walentego[3],
- dzwon z 1734 r.[3]

W 1979 r. kościół wpisano do rejestru zabytków pod numerem rejestrowym 241.